# Riesenmaulwurfsratte
Die Riesenmaulwurfsratte (Tachyoryctes macrocephalus), auch Afrikanische Maulwurfsratte genannt, ist ein großer Vertreter aus der Ordnung der Nagetiere. Die Körperlänge beträgt zwischen 18 und 31 Zentimeter, die Schwanzlänge beträgt 5 bis 10 Zentimeter. Das Gewicht der Einzeltiere kann von 350 Gramm bis zu 1 Kilogramm betragen. 

## Aussehen
Diese Tiere haben ein graubraunes, kurzes Fell. Mit dem rundlichen Kopf, dem kräftigen Körperbau, kurzen Beinen und Ohren erinnern sie mehr an Maulwürfe als an Mäuse. Obwohl die Augen sehr klein sind, haben diese Tiere ein gutes Sehvermögen. Ihre großen, kräftigen, orangefarbigen Schneidezähne dienen sowohl der Zerteilung der Nahrung als auch als Grabhilfe.

## Lebensweise
Sie leben unterirdisch in selbst gegrabenen Erdhöhlen. An der Erdoberfläche sind nur kleine Maulwurfshügel zu erkennen. Sie sind sowohl tag- als auch nachtaktiv und ernähren sich von Pflanzenteilen, die sie sowohl oberirdisch als auch unter der Erde finden. Die Gänge eines einzelnen Baus können bis zu 50 Meter weit reichen. Obwohl die einzelnen Bauten dicht  beieinander liegen können, sind die Riesenmaulwurfsratten Einzelgänger und dulden Artgenossen nur während der Paarungszeit. 

## Verbreitung
Diese Art ist in den Bale Mountains in Äthiopien endemisch. Sie bewohnt dort Grasflächen in der Höhenstufe von 3000 bis 4150 Metern.

## Fortpflanzung
Pro Jahr bringt das Weibchen zweimal 1 bis 2 Junge zur Welt. Sie werden bis zu 4 Wochen lang gesäugt. Danach verlassen die Jungen den mütterlichen Bau. Im Alter von 6 Monaten sind sie selbst schon geschlechtsreif. 

## Gefährdung und Schutzmaßnahmen
Die IUCN stuft diese Art als (Endangered) gefährdet ein, da sie nur in einem sehr begrenzten Gebiet vorkommt. Außerdem beschneidet die Viehwirtschaft den geeigneten Lebensraum dieser Art beträchtlich. Dem Schutz der Art dient der Bale-Mountains-Nationalpark.